# Vagnchef
Vagnchef är en besättningsbefattning vanligtvis tillhörande stridsfordon, stridsvagnar och dylika militära fordon. Vagnchefen är befäl över besättningen och leder vagnen i strid, oftast ansvarar vagnchefen även för sambandet med övriga vagnar och resten av kompaniet.